# Mạng truyền hình
Mạng truyền hình là mạng viễn thông sử dụng cho mục đích phát sóng các chương trình truyền hình. Đến giữa những năm 1980, các mạng truyền hình trên thế giới vẫn được sở hữu bởi một lượng nhỏ các đài truyền hình. Nhiều mạng lưới hiện nay như BBC, NBC hay CBC đều phát triển từ các đài phát thanh (radio).